# Orfeó Reusenc
L'Orfeó Reusenc és una entitat cultural de la ciutat de Reus fundada l'any 1918 dedicada, entre altres activitats, al cant coral, l’esbart, el teatre i el ball de bastons. En formen part quatre corals (l'Orfeó Reusenc pròpiament dit, Els Somniadors, L'Encís i el Cor Jove), l'Esbart Dansaire (1925), la secció de Teatre (1927) i la de Ball de Bastons (1962). A més, també destaquen en la seva activitat anual la tradicional Rifa de la Confitura per Tots Sants, "Els Pastorets: Belluguet i Bieló" per Nadal i "Misericòrdia: De Reus al Cel", un espectacle de música, teatre i dansa.

## Història
Es va fundar el 1860 com a "Secció Coral del Centre de Lectura", secció que va impulsar els Jardins de l'Euterpe dirigida per Josep Joan Sociats; el 1892 dimití el llavors director de la Secció Coral, Florenci Cogul, i s'incorporà al càrrec Estanislau Mateu Mas, que el 1893, amb acord de la junta, va canviar el nom i actuà amb el d'"Orfeó Reusenc del Centre de Lectura". Però el 1908, a causa de canvis en el reglament de l'entitat, la secció va haver de separar-se del Centre de Lectura i es refugià a la "Sociedad Recreativa El Alba", i passà després al local del Centre Republicà Autonomista. El 1918 va prendre el seu nom actual d'Orfeó Reusenc, sota la direcció d'Estanislau Mateu, introduí veus femenines entre els cantaires i fou l'orfeó de la ciutat. El 1920, l'Orfeó Reusenc va actuar a la Sala-Teatre de l'Orfeó de Sants i al Palau de la Música. El 1923 convocà uns Jocs Florals on es premiaven obres poètiques i literàries i peces musicals, i es creà una revista la Revista de l'Orfeó Reusenc, que la Dictadura de Primo de Rivera va fer estroncar quasi immediatament. Aquesta Revista, dirigida per Josep Banús i Sans, que llavors n'era secretari, sortia mensualment, parlava de les activitats de la societat i portava a cada número un suplement d'un full amb fotografies. Tenia 8 pàgines a dues columnes i en van sortir sis números. El 1926 es va crear l'esbart dansaire i també una penya d'escacs de Reus que substituí al Club d'Escacs de Reus, que acabava de desaparèixer.

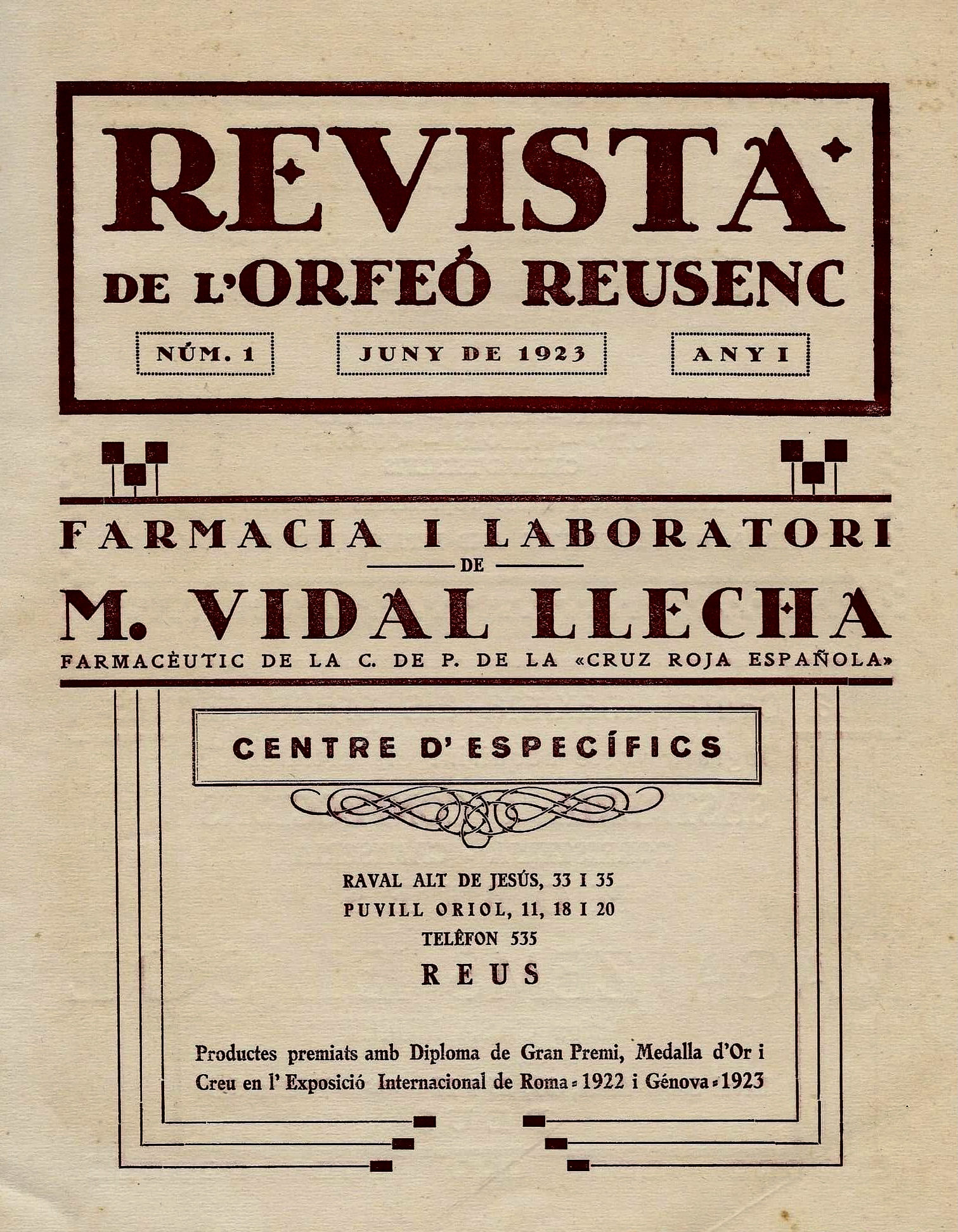
Revista de l'Orfeó Reusenc

El 1927 es fundà una secció de declamació i una de teatre. L'activitat teatral no era inèdita a l'Orfeó, ja que quan compartia local amb el Centre Republicà Autonomista, diversos membres de l'entitat havien pres part en la formació de la secció dramàtica del Centre Republicà. Les activitats teatrals però havien estat mínimes per part dels integrants de l'Orfeó Reusenc, fins que Josep Banús i Sans, junt amb uns quants actors i actrius que venien del Patronat Obrer de Sant Josep, van formar el grup teatral, que es proposava fer teatre en català, davant la poca i dolenta oferta que hi havia a Reus en aquell temps, i, segons Pompeu Crehuet, calia que els autors de Catalunya fossin "escoltats, per deixar de ser senyors que fan comèdies" i que el teatre tingués "un renovat prestigi i força expansiva". Representaren obres d'autors locals, com Pere Cavallé, i també d'Ignasi Iglésias i de Guimerà. El grup teatral incorporà en algunes obres a membres de l'Orfeó com a cantaires, i es consolidà el 1928. Un dels seus espectacles més esperats eren "Els Pastorets". Durant la República seguí molt actiu el grup teatral i a la Guerra Civil interpretà obres de contingut revolucionari.
El març de 1939, ocupat Reus pels franquistes, el president Ramon Amigó Pujol, el mestre Mateu i alguns socis es van reunir clandestinament i van decidir reprendre les activitats. Van demanar a l'alcalde autorització per la reobertura de les classes gratuïtes d'educació musical per a nens i nenes, i van considerar l'Orfeó tàcitament obert. Això va portar a la detenció i empresonament del president Amigó, d'Estanislau Mateu, i d'altres membres de la Junta de l'entitat sense que se'ls hagués sotmès a cap interrogatori. L'Orfeó Reusenc va ser confiscat per l'Obra sindical d'"Educación y Descanso", el delegat local de la qual, Francesc Llevat, nomenà una junta gestora el 1940 sota la presidència de Joan Ribas Vallverdú, cosa que va fer que totes les seves activitats fossin dirigides des del Govern Civil. El 1945 va ser nomenat president Joan Sirolla Ribé i una nova junta. El 1950 va aconseguir desvincular-se d'Educación y Descanso, es convocà una assemblea general de socis i s'aprovaren, castellanitzats i modificats en alguns punts, els estatuts de 1936 i s'elegí una nova junta democràticament. Cap al 1960 es va traslladar al seu actual local al Carrer de Sant Llorenç. Del 1957 al 1999 dirigí la coral un mateix director, Josep Fusté i Ferré. El 1996 es va crear la coral infantil.
Actualment també programa diverses activitats, com intercanvis de corals, la participació en actes de la ciutat (Festa Major de Sant Pere i Festes de Misericòrdia) i algunes de les seccions participen en actes d'altres municipis de Catalunya i arreu d'Europa, com el cas de l'Esbart Dansaire i el Cos de Bastoners.
El 2018 l'Orfeó va rebre la Creu de Sant Jordi i la Medalla de la Ciutat de Reus "en el centenari d'aquesta entitat amb la seva denominació actual, molt implicada en l'impuls i el prestigi de l'activitat coral a Catalunya".

## Seccions

### Corals
L'entitat té quatre formacions corals: l'Orfeó Reusenc, pròpiament dit; el Cor Jove; l'Encís, la coral de gent gran; i la coral infantil Els Somniadors.

#### Orfeó Reusenc
Actualment, l’Orfeó Reusenc està format per uns quaranta cantaires. Realitza concerts de repertori molt divers a la ciutat i comarques. Les seves principals actuacions són la Missa de Misericòrdia, la Cantada dels Goigs de Misericòrdia, el Concert i la Glossa de Nadal, el Concert de Primavera, el Concert de Festa Major, el Concert de Revetlla, l’Ofici de Sant Pere, entre moltes d'altres. També és l’encarregat de posar la música a Els Pastorets de l’Entitat.
És el grup més antic de l'Entitat i el que li dona nom.
Darrerament ha organitzat dos concerts teatralitzats: Los fets de 1714 (2014, sobre la guerra de successió) i Misericòrdia: De Reus al Cel (2017, sobre la llegenda de Misericòrdia). Aquest últim, s'està començant a convertir en un clàssic de les festes de Misericòrdia ja que des del 2017 fins a dia d'avui s'ha representat cada any —excepte el 2020, per la pandèmia. És un espectacle de cant, música, dansa i teatre que representa la llegenda de l'aparició de la Mare de Déu de Misericòrdia a Isabel Besora. Es representa a la Prioral de Sant Pere i hi participa l'esbart dansaire i la secció de teatre.
El 3 de febrer de 2019 l'Orfeó Reusenc fou convidat a participar en la Diada de l'Antic Cantaire organitzada per l'Orfeó Català al Palau de la Música Catalana.
Històric de directors:
- Mestre Estanislau Mateu (1918-1957)
- Mestre Josep Fusté (1957-1996)
- Glòria Estalella (1996-2002)
- Albert Galcerà (2002-actualitat)

#### L'Encís
Fundada l'any 2008. És la coral de gent gran. Participa, entre altres concerts, al Concert de Nadal, al concert de Primavera i en trobades de corals.

#### Els Somniadors
És la coral infantil i forma part de les escoles de l'entitat. Participa, entre altres actuacions al Concert de Nadal, el Concert de Primavera i el final de curs de les escoles.

#### El Cor Jove
Fundat l'any 2019, està format per una quinzena de joves cantaires i ofereix un repertori de cançons de tots els estils i autors.

### Ball de bastons
El Cos de Bastoners va ser creat formalment l’any 1962 per Cèsar Moyano, tot i que abans ja formava part de l’Entitat com un ball més dins de l’Esbart Dansaire. El 1962 es constitueix com a secció de l'Esbart Dansaire i el 2009 es constitueix com a secció independent.
El seu repertori inclou una vintena de peces entre les quals hi ha danses tradicionals i danses de creació pròpia. Actualment compta amb una quinzena de balladors. Els acompanyen un grup de gralles i timbal. Les seves principals actuacions són per la Festa Major de Sant Pere, per la Festa Major de Misericòrdia i en les Trobades Nacionals Bastoneres; però també realitzen sortides per diferents pobles i ciutats de la comarca.
L'any 2002, coincidint amb el 40è aniversari del Cos de Bastoners, Reus fou la seu de la Trobada Nacional Bastonera. La trobada fou impulsada conjuntament pels bastoners de Santa Llúcia i els de l'Orfeó, amb la col·laboració de l'Institut Municipal d'Acció Cultural. Hi van assistir 52 colles vingudes d'arreu de Catalunya, amb uns 1.150 bastoners i uns 200 músics.
L'any 2012 es va celebrar el 50è aniversari. El principal acte commemoratiu fou una trobada de balls de bastons d'arreu del país i un espectacle al Teatre de l'Orfeó que combinava balls tradicionals amb melodies modernes i una il·luminació més pròpia del gènere teatral o de concert. El 21 de setembre l'Ajuntament de Reus va distingir els bastoners de l'Orfeó amb una Menció Honorífica de la Ciutat "en reconeixement a [sic] la seva tasca en el món cultural i associatiu reusenc".
L'any 2022, el principal acte de commemoració del 60è aniversari fou un espectacle a la plaça de la Patacada que combinava audiovisual i actuacions, acompanyades d'una formació musical que tocava repertori clàssic i modern. Aquell mateix any, els bastoners de l'Orfeó van ser l'element festiu convidat a la Nit de fer l'Índiu, acte emmarcat en la Festa Major de Sant Pere.

#### Escola de Bastons
L'Escola de Bastons és la secció infantil de ball de bastons i, en certa manera, es pot considerar un planter del Cos de Bastoners, ja que la majoria de membres del Cos han passat per l'Escola. Les seves principals actuacions són per la Festa Major Petita de Sant Pere i la Festa Major Petita de Misericòrdia. També realitzen sorties per diferents pobles i ciutats de la comarca.

### Teatre
La secció de teatre va ser fundada el 1927.
Al llarg dels anys s'han representat una gran diversitat d'obres però la més recurrent és Els Pastorets, que es porta a escena cada Nadal al Teatre de l'Orfeó. La majoria d'anys s'han fet els Pastorets originals de l'Entitat: Belluguet i Bieló, amb l'acompanyament musical del cor de l'Orfeó.
El Nadal 2002-2003, en motiu del 75è aniversari de la secció de teatre, es van portar els pastorets de Belluguet i Bieló al Teatre Fortuny amb una posada en escena ambiciosa. Hi van participar més de 120 persones —actors, músics, dansaires i tècnics— i va ser una de les grans fites col·lectives d'aquells anys. Els Pastorets de l'any següent van consistir en una atrevida adaptació de l'obra de Folch i Torres, que van anomenar Els Pastorets: una comèdia divina. El mateix plantejament es va repetir en deu edicions fins al 2012-2013. Pel Nadal 2013-2014 es van recuperar els pastorets de Belluguet i Bieló i es continuen representant fins a dia d'avui.
Més enllà dels Pastorets l'Orfeó ha produït multitud d'obres organitzades per diversos grups de teatre de la casa. Les més recents són El sopar dels idiotes (que el 2018 va assolir les 50 representacions), El guió, El discurs del president, La ceba (2014), La extraña pareja (2015), Dones en guerra (2016) i Perfectes desconeguts (2021).

### Esbart Dansaire
L’esbart va néixer l’any 1926 sota la direcció de Maria Forcada. Ha tingut una llarga trajectòria amb diferents actuacions a nivell nacional i internacional.
Actualment es troba inactiu.

### Cursos infantils
L'Orfeó ofereix cursos per a nens i nenes relacionats amb les activitats culturals pròpies de l'entitat. Són els següents:
- Cant coral (Els Somniadors)
- Teatre
- Ball de bastons (Escola de Bastons)
- Gralla
- Timbal
- Dansa catalana (secció infantil de l'Esbart Dansaire)

## Presidents[18]
- Estanislau Mateu 1912-1918
- Carles Robuster 1918
- Antoni Porta 1918-1934
- Ismael Casajoana Escofet 1934-1936
- Ramon Amigó Pujol 1936-1940
- Joan Ribas Vallverdú 1940-1945
- Joan Sirolla 1945-1947
- Lluís Anglès Sugranyes 1947-1950
- Ferran Casajoana 1950-1952
- Francesc Llevat 1952-1954
- Lluís Angles 1954-1955 (2a vegada)
- Joan Ribas Vallverdú 1955-1961 (2a vegada)
- Joan Fusté Peris 1961-1964
- Rafael Vilà Barnils 1964-1971
- Jaume Llauradó Pujades 1971-1985
- Josep Gomis Espada 1985-1992
- Josep Abelló Barbat 1992-2001
- Mercè Olesti 2001-2007
- Joan Ciurana 2007-2015
- Esther Cos 2015-2019
- Albert Bermúdez 2019-2023
- Xavier Gomis 2023-actualitat